# ヴァリエテ
『ヴァリエテ』（独: Varieté）は、1925年公開のドイツのサイレント映画。フェリックス・ホレンダーの小説『Der Eid des Stephan Huller』をE・A・デュポン監督で映画化。
日本でも公開され、ヨーロッパ映画としては稀に見る興行成績を収め、第4回（1927年）キネマ旬報ベストテンでは第2位に選出された。映画理論家の帰山教正はとくに性的表現を高く評価したうえで、若い女性にリピーターが多く、「此の映画を見て姦通をした婦人がある」と伝えている。なお、公開時の邦題は『曲藝團(ヷリエテ)』だった。
タイトルの「ヴァリエテ」とは曲芸団のこと。空中ブランコのシーンは、ベルリンに実在したヴィンターガルテン劇場の設定。ブランコにカメラを乗せ、迫力のある画を撮っている。
監督のデュポンは1931年にトーキー版を『泣き笑ひの人生』という題名でリメイクしている。

## あらすじ
ハンブルクで怪しげな見世物小屋を経営しているボスのところに、水夫がベルタ・マリーという娘を連れてくる。
マリーに恋したボスは妻子を捨てて逐電。ベルリンの曲芸団に入り、空中ブランコで生計を立てる。
ある日、空中ブランコの第一人者アルチネーリが二人に目をつけ、トリオを組まないかと申し出る。ボスとマリーは承諾。ヴィンターガルテン劇場での三人の興行は大ヒットする。
マリーは初老のボスより若いアルチネーリを好きになる。二人はボスの目を盗んで密会を繰り返す。
友人たちの落書きで事実を知ったボスはショックを受ける。しかし、空中ブランコのショーは続けなければならない。ボスは動揺する気持ちを抑え、アルチネーリを受け止める。
しかし、その我慢も限界に達し、とうとうボスはアルチネーリを殺害してしまう。
刑務所に服役したボスのところに手紙が届く。それはマリーからではなく、捨てた妻子からの手紙だった。

## キャスト
- ボスのフラー - 綱渡り芸人のボス：エミール・ヤニングス
- ボスの妻 - マリー・デルシャフト
- ベルタ・マリー - 両親のいないジプシー娘：リア・デ・プッティ
- アルチネーリ - 有名な綱渡り芸人：ワーウィック・ウォード
- 船乗り - ゲオルク・ヨーン
- ドック人足 - カート・ジェロン
- 役者 - チャールズ・リンカーン